# Bakalî, Bila Țerkva
Bakalî (în ucraineană Бакали) este un sat în comuna Mala Vilșanka din raionul Bila Țerkva, regiunea Kiev, Ucraina.

## Demografie
Componența lingvistică a localității Bakalî
     Ucraineană (99,35%)
     Alte limbi (0,65%)
Conform recensământului din 2001, majoritatea populației localității Bakalî era vorbitoare de ucraineană (99,35%), existând în minoritate și vorbitori de alte limbi.